# Срамной нерв
Половой нерв (лат. nervus pudendus) берёт начало из крестцового сплетения (лат. plexus sacralis).

## Топография
Он залегает в полости таза, по пути огибает седалищную кость. Выходит на заднюю поверхность таза через подгрушевидное отверстие (лат. foramen infrapiriforme) и тотчас проходит в малом седалищном отверстии (лат. foramen ischiadicum minus), выходя в седалищно-анальную ямку (лат. fossa ischiorectalis). Оказавшись на промежности, он разделяется на четыре группы ветвей — нижние прямокишечные, промежностные, задние мошоночные (у мужчин) или задние губные ветви (у женщин), а также дорсальный нерв мужского полового члена или клитора.

## Состав
Половой нерв является сложным нервом. Содержит в своем составе не только анимальные волокна (соматические), но также и вегетативные (симпатические и парасимпатические).

## Функции
Функции срамного нерва разнообразны:
- Иннервация мышцы, поднимающая задний проход (лат. m. levator ani);
- Иннервация наружного анального сфинктера (лат. m. sphincter ani externus);
- Иннервация мышц промежности;
- Иннервация половых органов: пещеристых тел пениса у мужчин, клитора и кожи больших половых губ у женщин[2];
- Чувствительная иннервация кожи наружных половых органов и заднего прохода;
- Иннервация сфинктера мочеиспускательного канала.
- Иннервация бульбоуретральных желез.